# Опочецкая крепость
Опо́чецкая  крепость — несохранившаяся деревянная крепость в Опочке, являвшаяся укреплённым ядром города. Благодаря расположению на острове посредине реки Великой неоднократно становилась непреодолимой целью для осаждавших её армий и ни разу не попадала в руки неприятеля.

## История

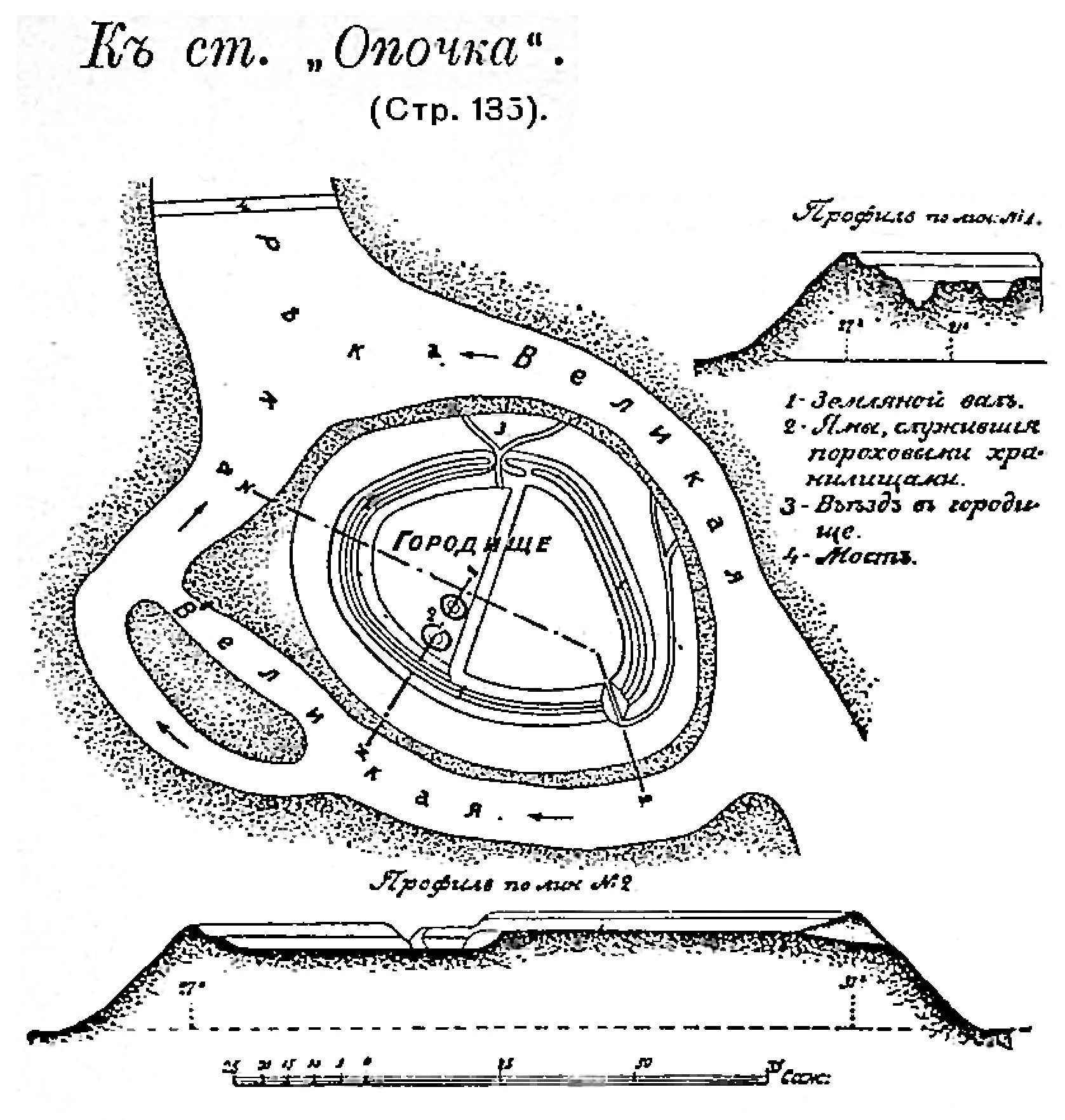
Крепость Опочка

После разорения крепости Коложе Витовтом в 1406 году псковичи решили построить ей замену на новом, более удобном месте. Крепость Опочка была построена в 1414 году в 10 вёрстах от Коложе всего за две недели (по летописным сведениям, с 24 сентября по 7 октября). В её постройке участвовали псковские мастера и «сошные люди» из округи. Были возведены валы вдоль берега, а с востока прорыт ров, который соединил части русла реки Великой, собственно, землю для валов и брали из этого рва. Новая крепость стала главным оборонительным рубежом Псковской земли для защиты от Великого княжества Литовского. Она выдерживала осаду во время псковского похода Витовта в 1426 году, осаду 1517 года, осады в Ливонскую войну, нападения в Смутное время, во время Смоленской войны и русско-польской войны 1654—1667 годов, оставаясь вплоть до заключения Вечного мира в 1686 году опорным форпостом на границе. Крепость сохраняла значение и после того как границы были отодвинуты на запад — в ней хранилось продовольствие, находился гарнизон и производились работы по укреплению крепости вплоть до момента её уничтожения пожаром в 1774 году. Сегодня ареал бывшей крепости относится к парку Городской вал.

## Описание
После того как концы излучины были соединены рвом, крепость оказалась на острове. Высота валов составила 15-20 м. Крепость имела форму эллипса с периметром 750 м, а её площадь составляла всего 1,5 га, что позволяло держать в ней лишь небольшой гарнизон. У неё имелось три башни — Заволоцкая, Себежская и Велейская. В крепости было двое ворот — Большие на юго-востоке и Малые на северо-западе, от каждых был спуск к переправе. Недалеко от больших ворот располагалась Спасо-Преображенская церковь. Внутри крепости находились также дворы псковского наместника и воеводы, пороховой погреб, амбары, водяной тайник и клети, в которых жили стрельцы. Все строения, кроме каменного порохового склада, были деревянными.
В начале XVI века, когда население Опочки увеличилось крепость (Верхний город) была расширена за счёт укрепления Нижнего города (бывшего посада).